# Lycoris sanguinea
Espèce
Taxons de rang inférieur
- Lycoris sanguinea var. kiushiana Makino

Lycoris sanguinea, ou  Kitsune-no-kamisori (狐の剃刀, rasoir du renard), est une espèce de plantes à fleurs de la famille des Amaryllidaceae. C'est une plante herbacée originaire du Japon, ainsi que de quelques localités de la péninsule de Corée et de Chine. Cette espèce voisine de Lycoris radiata s'en distingue par une teinte orangée et des étamines d'une longueur sensiblement égale à celle de la corolle. La var. kiushiana se caractérise par des fleurs plus grandes (7-9 cm.) et des étamines plus longues.